# Флорентийский бифштекс
Флоренти́йский бифште́кс (итал. bistecca alla fiorentina) — стейк из говядины, приготовленный на углях. Это «специалитет» (особое блюдо) региона Тоскана, который готовят из говядины «кьянина» (итал. chianina), мяса местной породы быков. Порция флорентийского бифштекса отличается немалыми размерами: от 450 граммов и более.

## История
История флорентийского бифштекса уходит корнями в древность, так что точную дату происхождения определить трудно. Существует несколько легенд, одна из них связывает этот бифштекс с олигархическим семейством Медичи: во время праздника в честь святого Лаврентия они организовывали раздачу жареной говядины всем желающим во Флоренции. Оказавшиеся на празднике англичане очень полюбили мясо, приготовленное на огне, и стали называть его «beef steak», что по-итальянски звучит как «bistecca». Вторая версия также восходит к англичанам, которые поселились во Флоренции в XVIII веке. Как правило, это были люди небедные, а значит, они могли не ограничивать себя в приготовлении огромных и сочных стейков, которые назывались и по сей день называются beef steak или roast beef. Обе версии выдвинуты англичанами.
Методы разрубки туши флорентийскими мясниками отличались от принятых в других регионах Италии: вырезались куски из передней филейной части туши молодых бычков, так называемой треугольной «рамки», протянувшейся вдоль филейной части и грудинки. Из туши одного животного можно сделать не более шести порций флорентийского бифштекса. Главная прелесть флорентийского бифштекса заключается в контрасте между поджаренной корочкой и скрывающимся за ней сочным мясом с кровью. Для бифштекса используется говядина высшего сорта с косточкой, без жира. Мясо не маринуют, не добавляют специй, готовят на дубовых и оливковых дровах.

### Партия бифштекса
В 1953 году Коррадо Тедески (итал. Corrado Tedeschi) — профессор, журналист, издатель журналов и производитель граммофонных пластинок, человек известный своей эксцентричностью заявил: «Лучше бифштекс сегодня, чем империя завтра» и основал новую итальянскую партию, которую сам и возглавил, под названием — «Национальная партия флорентийского бифштекса». Под эгидой партии проводился конкурс «Мисс Бифштекс». Партия довольно быстро приобрела популярность, нашла немало сторонников, и почти преодолела электоральный барьер, что неудивительно, принимая во внимание, что основными пунктами её программы были гарантированные ежедневные 450 граммов флорентийского бифштекса на человека, три месяца отпуска для каждого гражданина, резкое увеличение зарплаты всем комикам, поскольку смех продлевает жизнь, и, наконец, полная отмена всех налогов. У неё был официальный гимн — ревущие коровы. И хотя для Коррадо Тедески это было не более чем рекламной забавой, его идея пришлась по вкусу многим.

## Особенности приготовления
1. Для приготовления флорентийского бифштекса лучшим (а на территории Италии единственным) вариантом используемого мяса, считается мясо животных белой породы из долины Кьянти, выращиваемых на полях Тосканы[5].
2. Отличительной чертой флорентийского бифштекса можно назвать значительность и вес порции, от 450 до 1500 грамм на 1 человека.
3. Используют дрова не дающие дымную копчёную нотку (дубовые и оливковые)[1].
4. Мясо не подвергается маринованию.
5. Не добавляют специи. Исключение составляют только соль, чёрный перец, оливковое масло, используемые в качестве приправ уже при трапезе.
6. Едят бифштекс без гарниров, подают с хлебом, запивая красным вином.
7. Флорентийский бифштекс — это мясо с кровью, имеющее две степени прожарки: среднюю (итал. al sangue) — красное, сочное, горячее и слабую прожарку (итал. molto al sangue) — фактически сырое в центре.

## Цель и технология готовки
Довольно длительное время дают свежему мясу на «созревание»: около трёх-четырёх недель стейки лежат в холодном помещении. Делается это для того, чтобы мясо стало нежным и сочным после жарки. До приготовления стейка флорентийцы дают ему прогреться до комнатной температуры и только после этого приступают к жарке. Во время приготовления используются крупные угли строго из определённых сортов древесины: дуба, каменного дуба и оливкового дерева. Угли должны быть очень горячими, но без огня. Как только всё для жарки готово, в ход идут куски мяса, которые располагают очень близко к огню. Когда стейк покрывается корочкой (именно она сохраняет весь вкус и сок флорентийского стейка), мясо приподнимают чуть-чуть повыше и дают ему обжариться 3-5 минут с каждой стороны. Флорентийцы считают, что кьянина содержит в себе достаточно соли, поэтому местные жители предпочитают не солить стейки и вообще не использовать приправ. Однако туристам и путешественникам предлагается посолить и, если необходимо, поперчить мясо, чтобы сделать его более аппетитным и привычным на вкус. Флорентийский стейк обычно едят с хлебом. Также мясо подают с фасолью или валерианницей.

## Возможные риски
Следует быть осторожным при выборе продукта и оценить благонадежность поставщиков мяса и поваров, так как недожаренное мясо может являться источником опасных, тяжелых заболеваний человека.